# マリア・ヴィッテク
 マリア・ヴィッテク（ポーランド語: Maria Wittek、偽名として "ミラ" Mira、"パニ・マリア" Pani Maria、1899年8月16日 - 1997年4月19日）は、ポーランドの軍人。18歳からポーランド軍および関連組織に所属し、引退後の1991年にポーランド女性初の准将に昇進した。ロシア帝国のゴスティニン（Gostynin）近郊トレンプキ（Trębki）生まれ。1997年4月19日、ポーランドのワルシャワにて死没。

## 初期の活躍
マリア・ヴィッテクは当時分割支配されていたポーランドのロシア支配地域で生まれ育った。大工をしていた父親のスタニスワフ・ヴィッテクはポーランド社会党(PPS) の党員で、ロシア当局による逮捕を避けるため、1915年に家族でウクライナに移住した。マリアは高校在学中、キエフでポーランド人スカウト隊に参加した。その後、キエフ大学の数学科で初の女子学生となる。同時に彼女は秘密のポーランド軍事組織（Polska Organizacja Wojskowa ) に参加し、下士官訓練課程を修了した。1919年、彼女はウクライナでボルシェビキと戦うポーランド軍のグループに加わった。そして1920年に女性志願兵軍団の一員としてルヴフ (現在のリヴィウ)の戦いに参加し、ポーランド最高の勲章である「軍人の美徳（Virtuti Militari）」を初めて授与された。

## 戦間期
1928年から1934 年まで、彼女はPrzysposobienie Wojskowe Kobiet という、軍務のために女性を訓練する組織の指揮官であった。1935年、彼女はワルシャワ近郊のビエラニにある体育・軍事訓練研究所の女性部門責任者に任命された。

## 第二次世界大戦中
ポーランド侵攻作戦(1939年)の間、彼女は女性軍事支援大隊の指揮官を勤めた。1939年10月、彼女は後に「国内軍」となる地下組織ZWZに参加した。彼女はグロート＝ロヴェツキ将軍、後にボル＝コモロウスキー将軍の下で女性陸軍部隊の責任者を務めた。彼女はワルシャワ蜂起で戦い、中佐に昇進した。蜂起が鎮圧された後、ドイツ軍の捕虜になることを避けるため、ワルシャワの廃墟の中から市民に紛れて退去した。1945年1月の解散まで彼女は国内軍の参謀として活躍した。

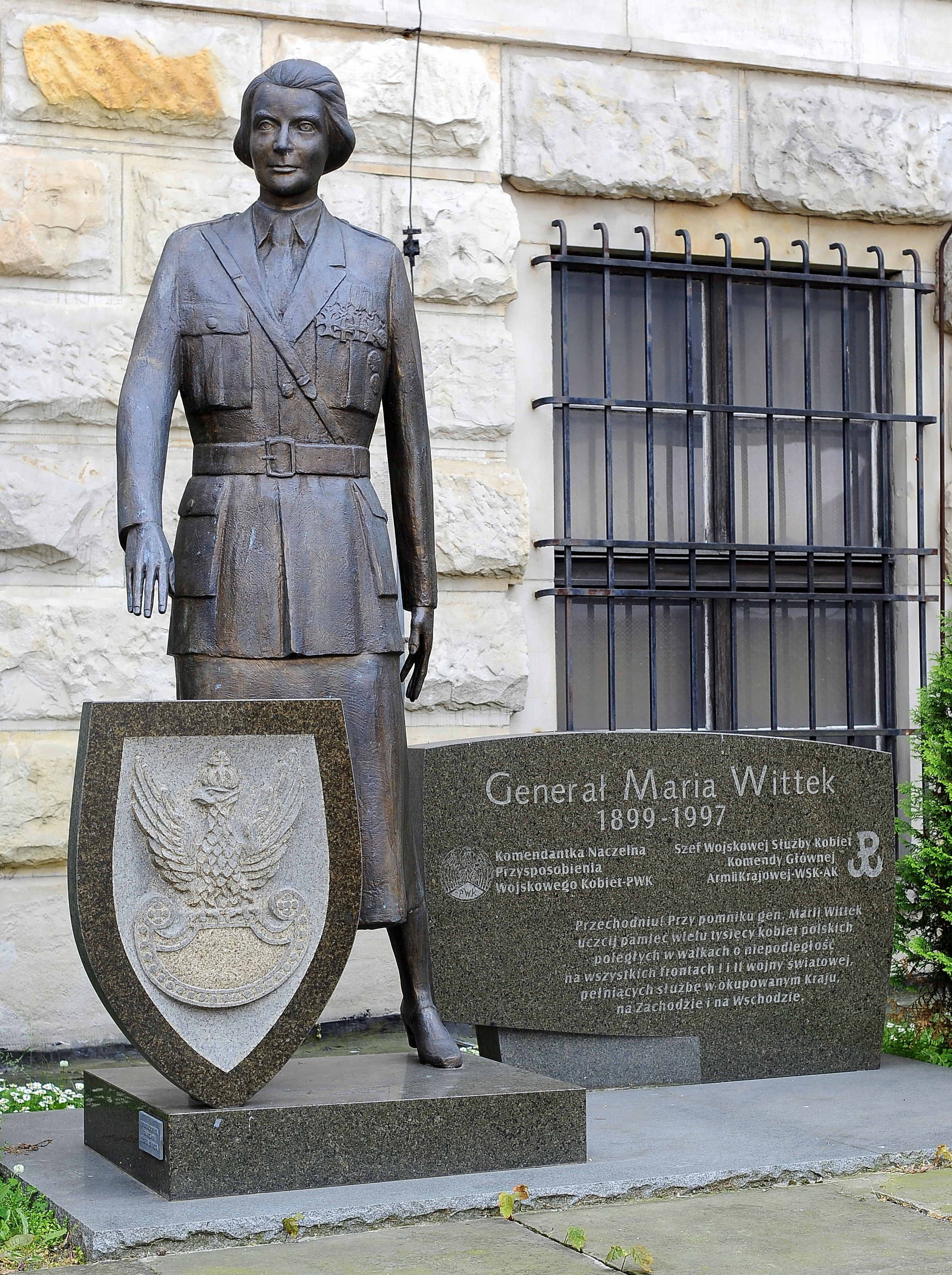
ワルシャワの軍事博物館にあるマリア・ヴィッテクの記念碑

## 戦後
ポーランド共産党政府が体育・軍事訓練研究所を再開すると、彼女は当初、女性部門の責任者として以前の職場に戻った。しかし1949年に共産党当局に逮捕され、数か月間の獄中生活を送る。出所後、彼女は新聞売店で働いた。1970年、彼女は「独立のための戦いにおける女性の歴史に関する委員会」の創設を開始し、部下についての公文書遺産を保全、1939年から1945年までのポーランド独立のための戦いに参加した者についての辞書『ドイツ占領下の戦没者と死者 (ワルシャワ,1988)』を作成した。1988年、彼女は独立70周年記念賢人会議のメンバーになった。共産主義支配が崩壊した後、1991年5月2日、レフ・ワレサ大統領は 彼女を准将に任命した。彼女は将軍位に達した最初のポーランド人女性となった。彼女は生涯、未婚であった。
2007年4月19日、彼女の10回忌にあわせ、ワルシャワのポーランド陸軍博物館で彫刻家ヤン・ボフダン・チミエレフスキ教授の手による等身大のブロンズ像が、彼女の次に女性将官となったエルジビエタ・ザワッカ准将の手で除幕された。

## 受賞歴
- 「軍人の美徳」銀十字勲章、2度
- 「剣による独立」十字勲章( Krzyż Niepodległości )
- 武功十字勲章( Krzyż Walecznych )
- ワルシャワ蜂起十字章